# ميغيل كوفاروباياس
ميغيل كوفاروباياس (بالإسبانية: Miguel Covarrubias)‏ هو كاريكاتيري ورسام مكسيكي، ولد في 22 نوفمبر 1904 في مدينة مكسيكو في المكسيك، وتوفي في 4 فبراير 1957.

## وصلات خارجية
- ميغيل كوفاروباياس على موقع الموسوعة البريطانية (الإنجليزية)
- ميغيل كوفاروباياس على موقع ديسكوغز (الإنجليزية)